# Diagramma di Nolan
Il  diagramma di Nolan è un diagramma politico creato da David Nolan, uno dei fondatori del Partito Libertario statunitense. 
Secondo questo diagramma, le azioni politiche umane propongono il raggiungimento di due obiettivi di fondo: la “libertà personale” sull'asse verticale e quella “economica” sull'asse orizzontale. Mentre i libertari tendono a proporle entrambe, chi si colloca tradizionalmente a sinistra (progressisti, socialisti e comunisti) propone più libertà personale ma meno libertà economica, e viceversa chi si colloca a destra (conservatori e fascisti).

## Posizioni
A differenza del tradizionale spettro politico "destra/sinistra", il diagramma di Nolan descrive con i suoi assi più posizioni politiche, disposte su quattro quadranti: 
- quadrante a sinistra: politica fiscale più o meno severa, sostegno al welfare, alla sanità pubblica, alla scuola statale e alla sicurezza sociale, ricerca di fondi per la cultura, restrizioni al libero scambio e agli affari ("minore libertà economica"), compensate però dall'appoggio ai diritti civili e sociali e da una maggiore apertura verso l'aborto, l'eutanasia, la ricerca scientifica e l'omosessualità, dalla tolleranza verso le minoranze etniche e religiose e dall'opposizione alla leva militare ("maggiore libertà personale"). In questo quadrante sono compresi il progressismo, il socialismo, il comunismo e il liberalismo sociale.
- quadrante a destra: libero mercato, meno tasse, privatizzazioni delle aziende pubbliche e dei servizi sociali (maggiore libertà economica), ma anche restrizioni verso diritti civili, stili di vita diversi e su questioni come aborto, ricerca ed omosessualità (minore libertà personale). In questo quadrante sono compresi il conservatorismo, il liberalismo conservatore e il fascismo.
- quadrante in alto: visione libertaria, la stessa di David Nolan; massima libertà sia personale che economica, la cui estremizzazione si può considerare l'anarchia. Esistono comunque due varianti di questa visione, una "di sinistra" e l'altra "di destra".
- quadrante in basso: l'antitesi della visione libertaria; in origine fu definita da David Nolan come populismo, e oggi se ne parla con termini come statalismo, autoritarismo, comunitarismo e totalitarismo. Nell'estremo inferiore di questo quadrante sono compresi il nazifascismo e il socialismo reale.